# Erythridula obliqua
Erythridula obliqua är en insektsart som först beskrevs av Thomas Say 1825.  Erythridula obliqua ingår i släktet Erythridula och familjen dvärgstritar. Inga underarter finns listade i Catalogue of Life.